# Уиггинс, Брэдли
Сэр Брэдли Марк Уиггинс (англ. Bradley Marc Wiggins; род. 28 апреля 1980, Гент, Фламандский регион) — британский трековый и шоссейный велогонщик, значительную часть карьеры выступавший за «Team Sky». Пятикратный олимпийский чемпион (четырежды на треке и один раз на шоссе), семикратный чемпион мира на треке, чемпион мира на шоссе и победитель Тур де Франс 2012. Командор ордена Британской империи (CBE), рыцарь-бакалавр с 2013 года. 28 декабря 2016 года Брэдли Уиггинс сообщил о завершении карьеры спортсмена.

## Биография
Брэдли Уиггинс был первенцем австралийского велогонщика Гари Уиггинса и его английской жены Линды. Рождённый в Бельгии, Брэдли вместе с братом Райаном вырос в Лондоне. Там в 12 лет он начал гоняться на велодроме Херне Хилл. В конце 2004 года Уиггинс женился в Манчестере, и воспитывает с женой сына и дочку, живя в Ланкашире.
В 2024 году компания Уиггинса Wiggins Rights Limited была признана банкротом из-за долгов на сумму около 820 тыс. долларов США.
В 2025 году Уиггинс признался, что был наркоманом на протяжении многих лет, но с 2024 года не принимает наркотики.

### Карьера

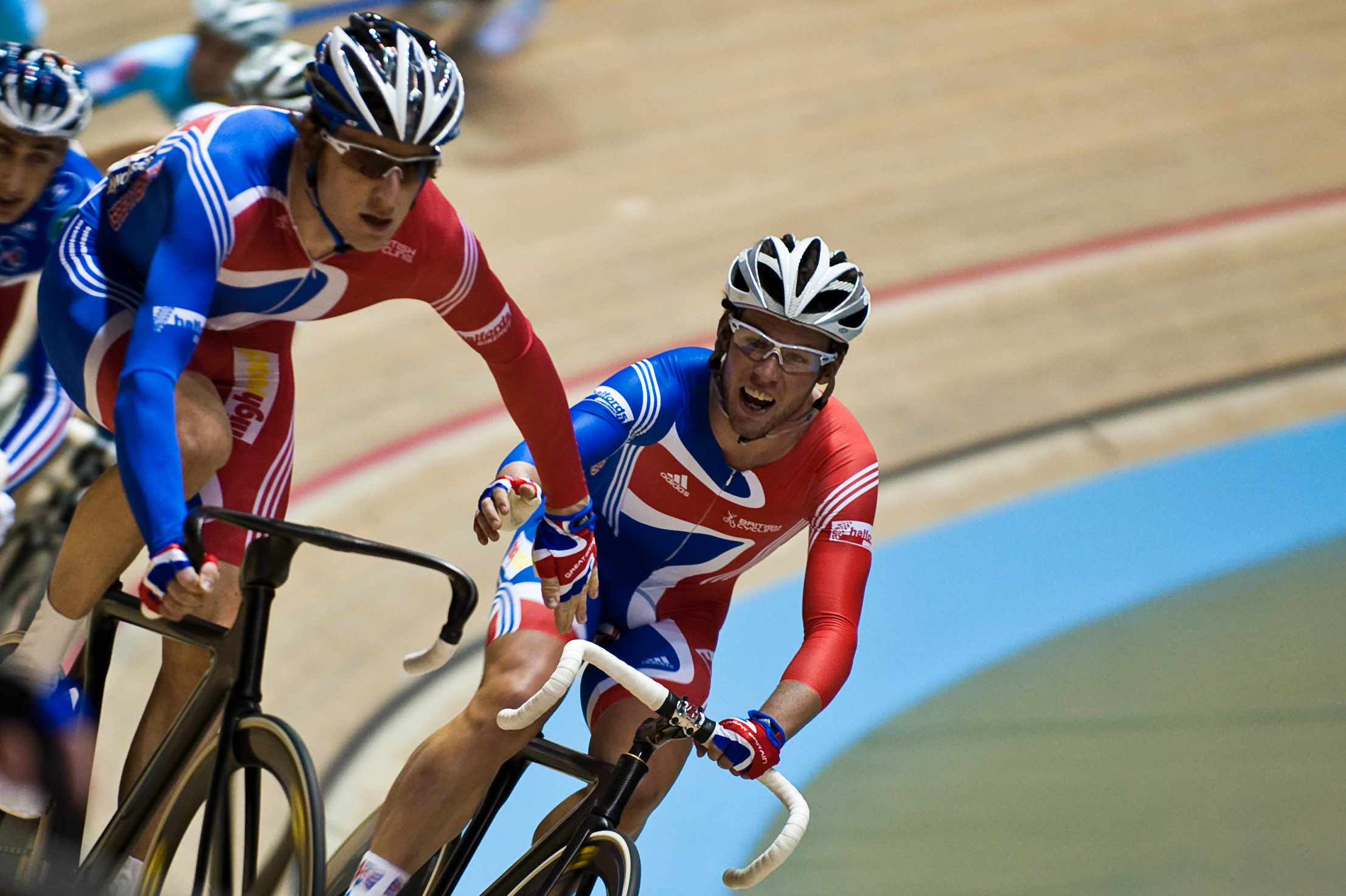
Уиггинс и Кавендиш на треке

В 1997 году Уиггинс выиграл на юниорском чемпионате гонку преследования, самую успешную для него дисциплину и во взрослой карьере. На сиднейской олимпиаде он стал бронзовым призёром в составе британского квартета командной гонки преследования. В начале 2001 года Уиггинс подписал контракт с шоссейной командой «Linda McCartney Racing Team», однако вегетерианский проект практически тут же распался. Со следующего сезона британец выступал за французские команды. На афинской олимпиаде Уиггинс завоевал по медали каждого достоинства, выиграв гонку преследования. Он стал первым за 40 лет британцем, выигравшим 3 медали на одних играх. На Новогоднем королевском награждении Уиггинс стал офицером ордена Британской империи. На чемпионате мира по велотреку 2008 года, Брэдли, завоевавший три «золота» на предыдущих, удвоил свою коллекцию, выиграв кроме индивидуального и командного преследований также мэдисон с Марком Кавендишом. Первые два результата ему удалось повторить на олимпиаде (в командной гонке Уиггинс и товарищи побили мировой рекорд), но дуэт с Кавендишом стал лишь 9-м. В конце года королева пожаловала Брэдли звание Командора.
По окончании Пекинской Олимпиады Уиггинс окончательно перешёл из трека на шоссе. В 2009 году, выступая за «Garmin-Slipstream», Уиггинс, уже проехавший несколько Гранд Туров с удручающими результатами, неожиданно стал 4-м на Тур де Франс. В следующем сезоне британец подписал контракт с «Team Sky», сделавшей ставку на него на французской многодневке. Уиггинс выиграл разделку на 1-м этапе Джиро д’Италия, но Тур закончил лишь 24-м. В 2011 году он был полностью сконцентрирован на Большой петле, победа на Критериум ду Дофине свидетельствовала о правильности подхода. Однако Тур завершился для британца на 7-м этапе, когда он сломал ключицу. Через полтора месяца после травмы он решил стартовать на Вуэльте, впервые участвуя в гонках в это время сезона. Уиггинс сумел фишировать на третьем месте общего зачёта, уступив своему грегари Крису Фруму. Через полторы недели он впервые в карьере завоевал медаль на шоссейном чемпионате мира, уступив только Тони Мартину.

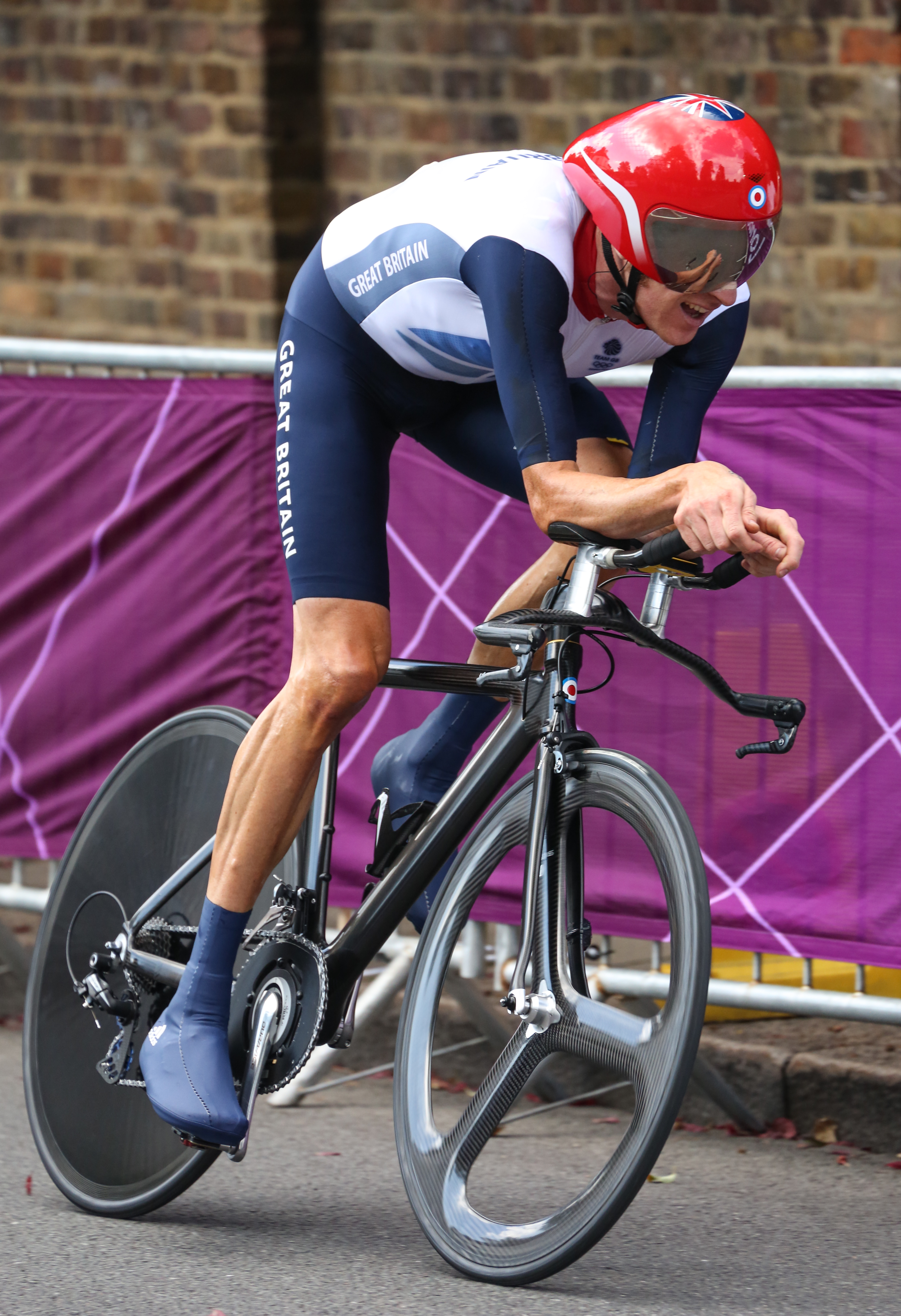
Уиггинс во время раздельной гонки на Олимпиаде 2012

В 2012 году Уиггинс целенаправленно готовился к «Тур де Франс», хотя и не собирался жертвовать стартующей через неделю после финиша в Париже лондонской Олимпиадой. Весной он выиграл все 3 многодневки Мирового Тура, где стартовал. Начиная с 7-го этапа Брэдли ехал в жёлтой майке на «Тур де Франс»; на 9-м этапе в разделке впервые выиграл; на 19-м этапе, также в разделке, повторил свой успех и гарантировал победу в генеральной классификации. Более сильный в горах грегари Уиггинса Фрум, сдерживая себя, не уезжал от капитана на ключевых этапах и в итоге стал вторым.
Брэдли Уиггинс стал первым в истории британским гонщиком, выигравшим «Тур де Франс».
На Олимпийских играх 2012 в Лондоне сборная Великобритании считалась фаворитом как в групповой гонке, так и в раздельной. В групповой гонке Уиггинс был одним из развозящих для Марка Кавендиша, однако команда Великобритании отпустила группу отрыва слишком далеко и не смогла к финишу его настичь. В индивидуальной гонке с раздельным стартом Уиггинс, стартовавший вторым с конца, уверенно выиграл гонку обойдя Тони Мартина на 42 секунды. Уиггинсу выпала честь поучаствовать в церемонии открытия Олимпиады, где он вышел в жёлтой майке, поприветствовал публику и пробил в гигантский колокол, дав старт церемонии открытия Игр.
После своего золота на домашней Олимпиаде 2012 года стал обладателем семи олимпийских медалей и по количеству данных наград является самым титулованным представителем Великобритании, обойдя по этому показателю Стива Редгрейва. Позже по количеству олимпийских медалей с ним сравнялся бывший напарник по треку — Крис Хой. В следующее Рождество уже Уиггинс догнал Хоя, когда ожидаемо был посвящён в рыцари-бакалавры.
После, он сконцентрировался на брусчаточной классике Париж — Рубе. В 2014 году он финишировал в группе с такими мастерами, как Фабиан Канчеллара, закончив гонку на 9 месте. Так же, Брэдли впервые стал чемпионом мира в раздельном старте, обойдя главного соперника, трёхкратного чемпиона мира в данной дисциплине Тони Мартина, на 26 секунд.
В 2015 году объявил о завершении карьеры после того, как он проедет Париж — Рубе, теперь уже надеясь на победу.
7 июня 2015 года Уиггинс побил часовой рекорд езды, преодолев 54,526 км и превзойдя предыдущее достижение британца Алекса Даусетта в 52,937 км, установленный за пять недель до этого.

## Достижения на шоссе
2003
- Победа на 1-м этапе (разделка) Тур де л'Авенир
- Победа на Шести днях Гента

2005
- Победа на 2-м этапе Кольца Лорьяна
- Победа на 8-м этапе Тур де л'Авенир

2007
- Победа в прологе Критериум ду Дофине
- Победа на 1-м этапе (разделка) Четырёх дней Дюнкерка
- Победа на 4-м этапе (разделка) Тур дю Пуату — Шаранта
- Победа на Дуо Норманд
- Красный номер по итогам 6-го этапа Тур де Франс

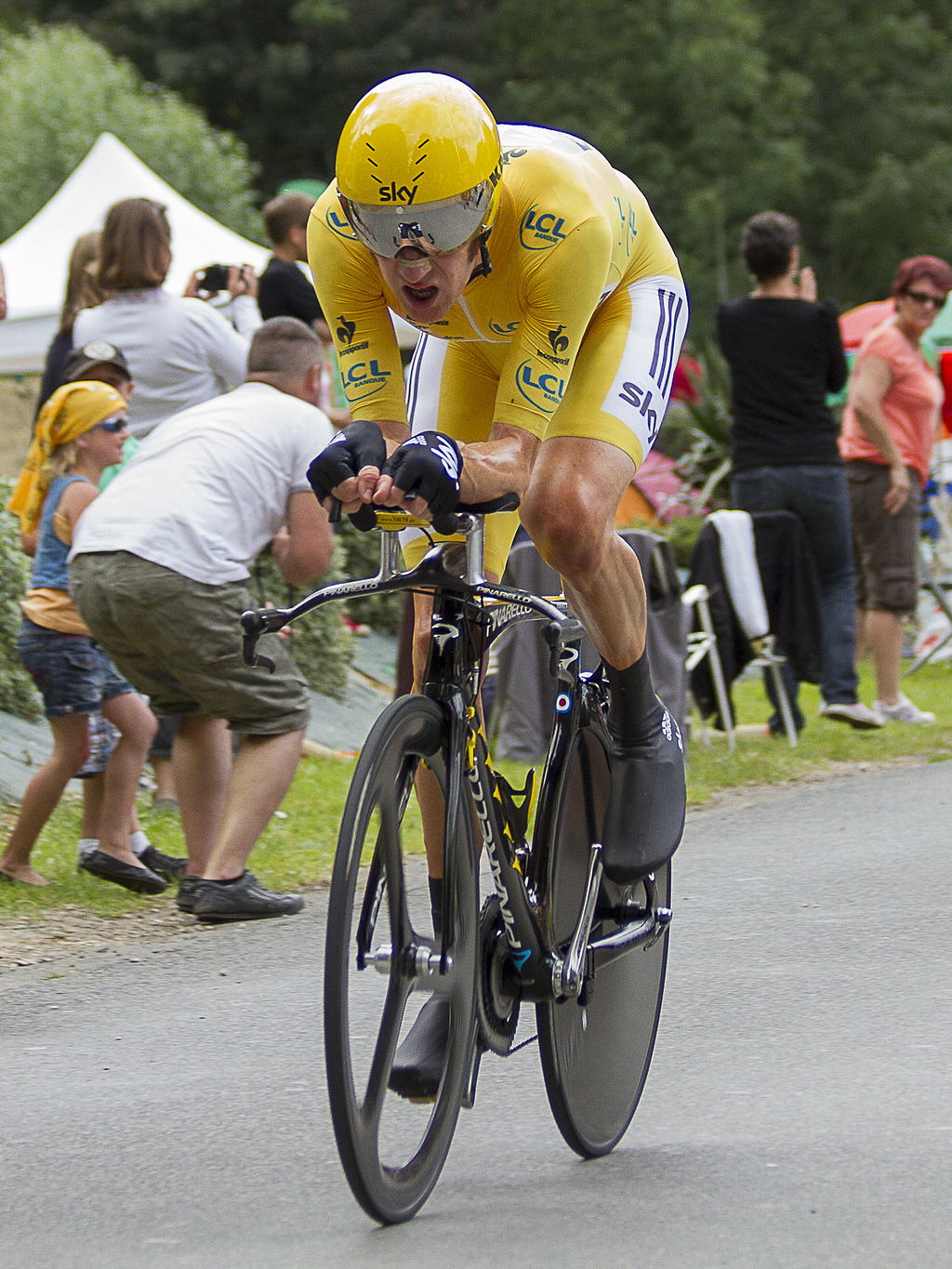
Уиггинс в жёлтой майке на Тур де Франс 2012

2009
- Чемпион Великобритании в гонке с раздельным стартом
- Победа в общем зачёте и на 5-м этапе (разделка) Херальд Сан Тур
- Победа на 1-м этапе (командная разделка) Тура Катара
- Победа на 3-м Б этапе Трёх дней де Панне
- 4-й на Тур де Франс

2010
- Чемпион Великобритании в гонке с раздельным стартом
- Победа на 1-м этапе (разделка) Джиро д’Италия, розовая майка на 1 этап
- Победа на 1-м этапе (командная разделка) Тура Катара

2011
- Чемпион Великобритании в групповой гонке
- Победа в генеральной классификации Критериум ду Дофине
- Победа на 4-м этапе Bayern-Rundfahrt (ITT)
- 3-й на Вуэльте Испании
- 2-й в разделке чемпионата мира

2012
- Генеральная классификация Критериум ду Дофине
- Генеральная классификация Париж — Ницца
  - 1-й, 8-й этап
- Генеральная классификация Тур Романдии
- Победитель Тур де Франс 2012
  - Победа на 9-м и 19-м этапе
- Олимпийский чемпион 2012 в индивидуальной гонке с раздельным стартом

2013
- Победа на 2-м этапе Джиро д’Италия (командная разделка)
- Победа на 7-м этапе Тур Польши (разделка)
- Генеральная классификация Тур Британии
- 2-й в индивидуальной разделке на Чемпионате мира

2014
- Победа  в индивидуальной гонке на время Чемпионата мира по шоссейным велогонкам
- Победа  в чемпионате Великобритании по гонкам с раздельным стартом[19]
- Победа в общем зачете  в Туре Калифорнии
  - Победа на 2-м этапе
- 2 место  командного преследования, Commonwealth Games
- 3 место в общем зачете Тура Британии[20]
  - Победа на 8-м этапе
- 9 место Париж — Рубе

2015
- Мировой часовой рекорд езды: 54,526 км
- 3 место в общем зачете Три дня Де-Панне
  - Победа на 3-м этапе

## Выступления на супермногодневках
| Гранд Тур       | 2003 | 2004 | 2005 | 2006 | 2007 | 2008 | 2009 | 2010 | 2011 | 2012 | 2013 | 2014 |
| --------------- | ---- | ---- | ---- | ---- | ---- | ---- | ---- | ---- | ---- | ---- | ---- | ---- |
| Джиро д’Италия  | НФ   | -    | 123  | -    | -    | 134  | 71   | 40   | -    | -    | НФ   | -    |
| Тур де Франс    | -    | -    | -    | 124  | НФ   | -    | 4    | 24   | НФ   | 1    | -    | -    |
| Вуэльта Испании | -    | -    | -    | -    | -    | -    | -    | -    | 3    | -    | -    | -    |

## Награды
- Орден Британской империи степени офицера (31 декабря 2004) — «за заслуги в спорте»[21].
- Орден Британской империи степени командора (31 декабря 2008) — «за заслуги в спорте»[22].
- Звание рыцаря-бакалавра с правом на приставку «сэр» к имени (29 декабря 2012) — «за заслуги в велоспорте»[23].